# The Osmonds
The Osmonds är en syskonpopgrupp från USA, som vann stora framgångar på 1970-talet och bestod som mest av fem bröder:
- Alan Osmond, född 22 juni 1949 i Ogden, Utah, USA
- Wayne Osmond, född 28 augusti 1951 i Ogden, Utah, USA, död 1 januari 2025[2]
- Merrill Osmond, född 30 april 1953 i Ogden, Utah, USA
- Jay Osmond, född 2 mars 1955 i Ogden, Utah, USA
- Donny Osmond, född 9 december 1957 i Ogden, Utah, USA

förutom dessa fanns ytterligare två syskon, som sjöng in skivor och tidvis medverkade i gruppen.
- Marie Osmond, född 13 oktober 1959 i Ogden, Utah, USA
- Jimmy Osmond, född 16 april 1963 i Canoga Park, Kalifornien, USA

Alla är medlemmar av Jesu Kristi Kyrka av Sista Dagars Heliga (mormonkyrkan). Detta återspeglas mycket genom alla av medlemmarnas karriärer.
The Osmonds innehar fortfarande rekordet på 11 guld- och platinaskivor på ett och samma år, något inte ens Beatles har överträffat. 2003 blev familjen Osmonds förärade en stjärna på the Hollywood Walk of Fame för sina insatser inom musiken.
Donny och Marie Osmond har även under ett flertal år haft en tv-serie tillsammans med kända gäster, och där andra familjemedlammar ibland hade biroller.

## Diskografi (urval)
Album (topp 100 på Billboard 200)
- 1971 - Osmonds (#14)
- 1971 - Homemade (#22)
- 1971 - Phase III (#10)
- 1972 - The Osmonds Live (#13)
- 1972 - Crazy Horses (#14)
- 1973 - The Plan (#58)
- 1974 - Love Me for a Reason (#47)

Singlar (topp 40 på Billboard Hot 100)
- 1971 - One Bad Apple (#1)
- 1971 - Double Lovin' (#9)
- 1971 - Yo-Yo (#3)
- 1972 - Down by the Lazy River (#4)
- 1972 - Hold Her Tight (#14)
- 1972 - Crazy Horses (#12)
- 1973 - Goin' Home (#36)
- 1973 - Let Me In (#36)
- 1974 - Love Me for a Reason (#10)
- 1975 - The Proud One (#22)